# Quốc huy Canada
Quốc huy Canada (tiếng Anh: Arms of Canada, tiếng Pháp: armoiries du Canada), còn được gọi là Hoàng gia huy Canada (tiếng Anh: Royal Coat of Arms of Canada, tiếng Pháp: armoiries royales du Canada) hoặc tên đầy đủ chính thức là Vũ khí Uy quyền của Quốc vương Bệ hạ bên phải Canada (tiếng Anh: Arms of His Majesty The King in Right of Canada, tiếng Pháp: Armoiries de Sa Majesté la Roi du Chef du Canada) là, kể từ năm 1921, chính thức huy của vua Canada và do đó cũng của Canada. Nó được mô phỏng chặt chẽ sau quốc huy của Vương quốc Anh với các yếu tố đặc biệt của Pháp và Canada thay thế hoặc thêm vào những thứ có nguồn gốc từ phiên bản Anh.
Các maple lá trong lá chắn, blazoned "đúng đắn", ban đầu được rút ra vert (màu xanh) nhưng đã vẽ lại gules (màu đỏ) vào năm 1957 và một vòng tròn nhỏ của Order of Canada đã được thêm vào vũ khí để sử dụng hạn chế vào năm 1987. Việc thiết kế lá chắn tạo thành tiêu chuẩn hoàng gia của quốc vương và cũng được tìm thấy trên Biểu tượng đỏ Canada. Các Cờ của Tổng đốc Canada, mà trước đây đã sử dụng lá chắn so với Liên minh Cờ, bây giờ sử dụng các đỉnh của cánh tay trên một lĩnh vực màu xanh.
Các cánh tay được chạm nổi trên vỏ hộ chiếu Canada, để biểu thị một cách hợp pháp và tượng trưng cho việc người mang nó đang đi dưới sự trợ giúp của Vương miện Canada.

## Lịch sử

### Nova Scotia
Các thuộc địa của Anh phát sinh ở Canada trong thế kỷ XVI - XVII ban đầu không có biểu tượng của họ. Thuộc địa của Scotland Nova Scotia huy hiệu ru en được trao cho Vua Scotland Jacob VI vào năm 1625. Biểu tượng là một tấm khiên bao gồm thánh giá của Thánh Andrew - màu xanh trên một cánh đồng màu trắng hoặc bạc. Ở trung tâm của chiếc khiên là một con sư tử hoàng gia màu đỏ, trên một cánh đồng màu vàng hoặc vàng. Con sư tử được bao quanh bởi một đường viền màu đỏ gấp đôi với hoa loa kèn. Cũng trong thế kỷ XVII, huy hiệu của nó đã nhận được tỉnh Newfoundland và Labrador.

### Newfoundland
Năm 1637, huy hiệu của thuộc địa Newfoundland chính thức được bảo đảm. Huy hiệu là một lá chắn huy chương của nai sừng tấm của công ty thuộc địa London-Bristol.

### Công ty Vịnh Hudson
Vùng đất phía tây và tây bắc của Canada được quản lý bởi công ty Vịnh Hudson, nơi có huy hiệu, được tạo ra vào năm 1678, là một lá chắn với một cây thánh giá và bốn đèn hiệu, được hỗ trợ bởi hươu, trên đỉnh có mũ săn với một con chó.
|                                      |                                       |                                      |
| Huy hiệu của Nova Scotia từ năm 1625 | Huy hiệu của Newfoundland từ năm 1637 | Huy hiệu của Vịnh Hudson từ năm 1678 |

### Thời kỳ tiếng Anh
Sau việc bắt giữ các thuộc địa Pháp ở Canada, Anh, trong năm 1763, họ đã không nhận được áo khoác riêng của họ về vũ khí. Trong số các cư dân địa phương, hình ảnh hải ly (nền kinh tế của Canada chủ yếu dựa trên lá phong Canada) (xi-rô cây phong là một trong những sản phẩm yêu thích của cả thực dân và Ấn Độ) được coi là biểu tượng phổ biến.

### Liên bang hóa Canada

Quốc huy của Liên bang hóa Canada, được thông qua năm 1868

Trước khi Liên minh Canada được thành lập vào năm 1867, biểu tượng của Vương quốc Anh là biểu tượng của chính quyền hoàng gia ở Canada.
Vào ngày 1 tháng 7 năm 1867, các thuộc địa của Anh là Ontario, Québec, Nova Scotia và New Brunswick đã được sáp nhập vào Liên minh Canada (sự thống trị tự trị của Canada).
Một năm sau khi thành lập liên minh, trật tự hoàng gia ngày 26 tháng 5 năm 1868 đã trao biểu tượng của họ cho các tỉnh Ontario ru en, Québec, Nova Scotia (năm 1929, huy hiệu cũ của thế kỷ XVII đã được khôi phục) New Brunswick Theo lệnh này, Nữ hoàng Victoria đã quyết định đặt bốn huy hiệu của các tỉnh đầu tiên trên Đại hải cẩu Canada, và thực tế họ đóng vai trò là huy hiệu của Canada cho đến năm 1921.
Vì vậy, vào năm 1868, quốc huy đầu tiên của Canada đã được tạo ra. Trong lá chắn bốn phần được đặt áo khoác của bốn tỉnh. Tỉnh Ontario được đại diện bởi ba lá phong vàng trên một cánh đồng xanh với chữ thập đỏ tiếng Anh, Québec - ba lá phong xanh bằng vàng với hai hoa huệ Pháp và một con sư tử Anh, New Brunswick - một con gà trống nổi dưới một con sư tử vàng trên cánh đồng đỏ; với hình ảnh của một cánh đồng vàng cá hồi với ba cây tật lê Scotland, nhưng vào năm 1929, chiếc áo khoác cũ của nó đã được phục hồi.
Sự thống trị của Canada chỉ là một phần nhỏ của lãnh thổ Canada hiện đại. Phần còn lại, chủ yếu thuộc sở hữu của Công ty Vịnh Hudson và được gọi là Rupert's Land, đã sử dụng cờ thương mại của Anh (Red Consign) làm biểu tượng kể từ năm 1845 với việc thêm chữ viết tắt của công ty NAF. Năm 1870, quyền sở hữu của Công ty Vịnh Hudson Rupert Land và Vùng lãnh thổ Tây Bắc đã trở thành một phần của sự thống trị của Canada. Năm 1871, British Columbia bị sáp nhập, năm 1873 - Đảo Hoàng tử Edward. Các tỉnh mới được hình thành (Vùng lãnh thổ Tây Bắc, Manitoba, British Columbia, Đảo Hoàng tử Edward), cũng nhận được huy hiệu, được thêm vào biểu tượng của Liên minh. Do đó, quốc huy Canada rất phức tạp (đến năm 1905, quốc huy bao gồm chín phần), người ta đã quyết định không thêm quốc huy của các tỉnh mới vào đó và không thay đổi tùy thuộc vào sự thay đổi của quốc huy.

### Hiện đại
Năm 1915, sự phát triển của một loại vũ khí hoàn toàn mới bắt đầu. Với mục đích này, một ủy ban đặc biệt được thành lập vào năm 1919. Các thành viên ủy ban đã đồng ý rằng các yếu tố của quốc huy mới của Canada nên được kết hợp với các huy hiệu của hoàng gia Anh, Ireland, Scotland và Pháp, và lá phong đại diện cho Canada; nhưng vẫn không có sự đồng thuận về cách đặt những chiếc lá này. Năm 1920, quyết định của ủy ban đã được đưa ra, và ông đã cố gắng phối hợp nó với Phòng huy hiệu của Vương quốc Anh; tuy nhiên Huy hiệu hoàng tử phản đối việc sử dụng các yếu tố của quốc huy Anh. Sau một số thao tác và can thiệp cá nhân của Winston ChurchillQuốc huy mới của Canada được chính thức tuyên bố theo lệnh trong Hội đồng vào ngày 30 tháng 4 năm 1921 và vào ngày 21 tháng 11 cùng năm, Vua George V đã ký một sắc lệnh phê chuẩn quốc huy mới của Thống lĩnh Canada (tiếng Anh: Arms of the Dominion of Canada). Quốc huy đã được phê duyệt theo nhiều cách tương tự như quốc huy của Vương quốc Anh, nhưng với việc bổ sung lá phong ở căn cứ và các yếu tố của quốc huy Pháp trong quý IV. Nghị định tương tự đã phê chuẩn màu sắc quốc gia của Canada: trắng và đỏ.
Năm 1957, huy hiệu đã phần nào thay đổi: màu của lá phong trên khiên thay đổi từ xanh sang đỏ, hình dạng của khiên và bệ được đơn giản hóa, vương miện của Tudors được thay thế bằng vương miện của Thánh Edward.
Cái nhìn hiện đại của huy hiệu có được vào năm 1994. Phiên bản mới bổ sung thêm các biểu tượng bao quanh lá chắn với băng mượn từ giải thưởng dân sự cao nhất - các Order of Canada, khẩu hiệu Desiderantes Melioreum Patriam (Họ muốn có một quê hương tốt hơn"). Ngoài ra, trong phiên bản mới của huy hiệu, tên gọi được thực hiện dưới dạng lá đỏ và trắng cách điệu của cây phong Canada.

### Sự phát triển của phiên bản hiện đại của huy hiệu
|      |      |      |
| 1921 | 1957 | 1994 |

## Sử dụng

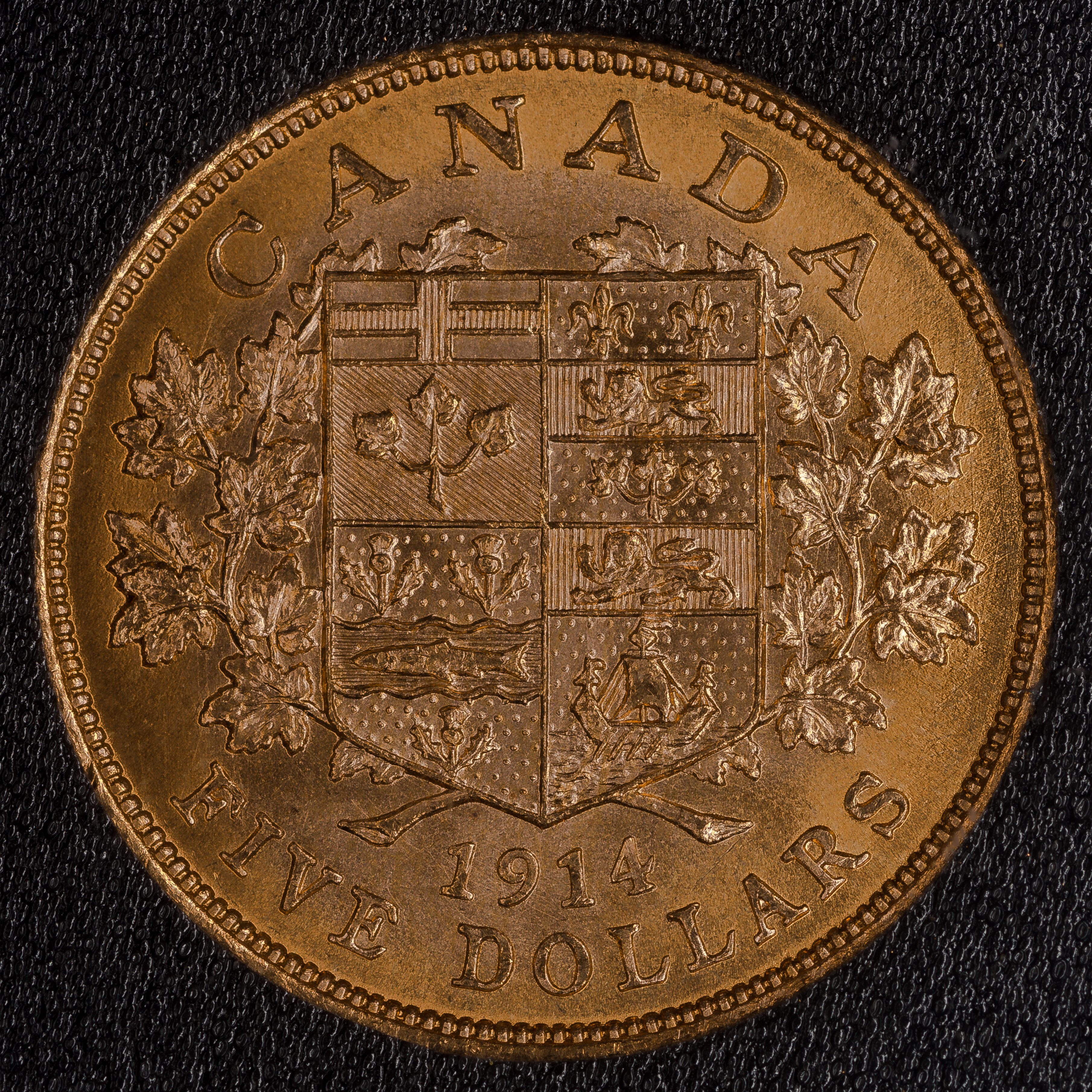
Một đồng xu 5 đô la Canada đúc năm 1912-1914, với phiên bản 1868 của vũ khí

Vũ khí của Canada là vũ khí của chủ quyền và biểu thị chủ quyền và quyền sở hữu quốc gia. Chúng được sử dụng như một dấu ấn của chính quyền bởi các cơ quan chính phủ và đại diện khác nhau, bao gồm cả thủ tướng và Nội các, và hầu hết các tòa án, bao gồm cả Tòa án tối cao, cũng như Lực lượng Vũ trang Canada và Cảnh sát Hoàng gia Canada Gắn kết. Nó cũng có mặt trên tất cả các mệnh giá tiền polymer của tiền giấy Canada(trên thực tế, cách các cánh tay được in trên mỗi hóa đơn là một tính năng bảo mật), cũng như đồng xu 50, và trên bìa hộ chiếu Canada. Từ năm 1962, một biểu ngữ của cánh tay, tẩy xóa với một biến thể của cypher của Nữ hoàng, đã hình thành các tiêu chuẩn của chủ quyền đối với Canada, để sử dụng bởi nữ hoàng trong cương vị là vua của Canada. Kể từ đó, sáu tiêu chuẩn bổ sung để sử dụng bởi các thành viên khác của Hoàng gia Canada đã được tạo ra.
Trong Lực lượng Vũ trang Canada và Cảnh sát Hoàng gia Canada, các cấp bậc cao cấp nhất mặc áo khoác năm 1957 như một huy hiệu, thể hiện sự thật rằng họ đã nhận được lệnh của Nữ hoàng (trái ngược với | hoa hồng cho sĩ quan). Vũ khí Canada sửa đổi năm 1957 và 1994 đều là những biểu tượng chính thức được bảo vệ của chính phủ được sử dụng để đại diện cho tiểu bang theo Chương trình Nhận dạng Liên bang. Thẻ thường trú được phát hành từ năm 2015 có hình đại diện ba chiều của phiên bản năm 1957 của quốc huy.
Thành tựu đầy đủ của quốc huy đã được chính phủ Canada sử dụng nhân dịp trên một lá cờ đỏ trơn, chẳng hạn như vào năm 1967 cho lễ kỷ niệm trăm năm của đất nước.
Nó cũng được sử dụng trên một lá cờ trong thành tích đầy đủ của nó trong các nghi lễ quân sự, chẳng hạn như các màn trình diễn của Lực lượng Vũ trang Canada.
Cờ cá nhân của Toàn quyền, từ năm 1981, nổi bật với đỉnh của vũ khí hoàng gia Canada trên nền màu xanh.
Để đáp lại một chiến dịch mới của Bruce Hicks cho Quốc hội Canada để có một biểu tượng huy hiệu riêng biệt dọc theo các dòng của portcullis (các biến thể được sử dụng bởi chung and Lords trong Quốc hội Anh), một đề xuất được hỗ trợ bởi các Chủ tịch Hạ viện John Fraser và Gilbert Parent, một ủy ban của chung cuối cùng đã bị tấn công theo chuyển động của MP Derek Lee, trước đó Hicks và Robert Watt, Chánh Herald đầu tiên của Canada, được gọi là hai nhân chứng chuyên gia duy nhất, mặc dù Thượng nghị sĩ Serge Jidel đã thay mặt Thượng viện thay mặt Thượng viện. Loa của chung Peter Milliken sau đó đã yêu cầu Cơ quan huy hiệu Canada ủy quyền cho một biểu tượng như vậy và vào ngày 15 tháng 2 năm 2008, Toàn quyền đã ủy quyền cho Hạ viện bắt đầu sử dụng một huy hiệu của lá chắn của vũ khí hoàng gia được đặt trên cây gậy nghi lễ được giao cho Nhà của chung như một biểu tượng của chính quyền hoàng gia mà nó hoạt động. Theo ví dụ của chung, Thượng viện sau đó đã yêu cầu và nhận được vào ngày 15 tháng 4 năm 2008 một huy hiệu tương tự cho chính nó với lá chắn của vũ khí hoàng gia được trao cho chiếc chùy được giao cho Thượng viện.